# Thamnophis angustirostris
Espèce
Synonymes
- Eutaenia angustirostris Kennicott, 1860

Thamnophis angustirostris est une espèce de serpents de la famille des Natricidae. 

## Répartition
Cette espèce est endémique du Mexique. Elle se rencontre dans les États du District Fédéral, du Chihuahua, du Coahuila, du Sonora et du Durango.

## Description
Cette espèce est ovovivipare. 

## Publication originale
- Kennicott, 1860 : Descriptions of new species of North American serpents in the museum of the Smithsonian Institution, Washington. Proceedings of the Academy of Natural Sciences of Philadelphia, vol. 12, p. 328-338 (texte intégral).